# Jünnani piszeorrú majom
Az jünnani piszeorrú majom (Rhinopithecus bieti) az emlősök (Mammalia) osztályának a főemlősök (Primates) rendjéhez, ezen belül a cerkóffélék (Cercopithecidae) családjához és a karcsúmajomformák (Colobinae) alcsaládjához tartozó faj.

## Előfordulás
Kínában, azon belül is Jünnan tartomány hegyvidékein honos.

## Megjelenés
A bundája hosszú és bozontos, a háta, a végtagjai feketék. A fehér színezet jelen van a bunda szélein, különösen a kifejlett hímek esetében. Az ajkak rózsaszínűek, bár az arc ennél halványabb és vannak sárgásszürke szőrök a vállán. A kölykök fehéren születnek, de néhány hónaposan már beszürkülnek.
Testhossza 51 – 83 cm, farka 52 – 75 cm; a hímek tömege 15 – 17 kg, a nőstényeké viszont 9.2 – 12 kg.

## Életmód
Bonyolult, akár 400 főt is számláló hordákban élnek. A horda általában 10 fő alkotta kisebb háremcsaládokra tagolódik, mely egy hímből, több nőstényből és a kölykeikből áll. Bár akadnak kisebb agglegény csoportok is.
A legtöbb langur fajjal szemben elsősorban nem levelekkel, hanem zuzmókkal táplálkoznak.

## Természetvédelmi állapot
Az IUCN a veszélyeztetett fajok listájába sorolja. 2006-ban 2000 egyedre becsülték egyedszámát.
A bundájáért és a húsáért való vadászat és a művelt területek növekedése fenyegeti a létét.